# モントッジョ
モントッジョ(イタリア語: Montoggio)は、イタリア共和国リグーリア州ジェノヴァ県にある、人口約2,000人の基礎自治体（コムーネ）。

## 地理

### 位置・広がり

#### 隣接コムーネ
隣接するコムーネは以下の通り。
- カゼッラ
- ダヴァーニャ
- ジェーノヴァ
- サントルチェーゼ
- セッラ・リッコ
- トッリーリア
- ヴァルブレヴェンナ

### 地震分類
イタリアの地震リスク階級 (it) では、3 に分類される
。

## 行政

### 分離集落
モントッジョには、以下の分離集落（フラツィオーネ）がある。
- Bromia, Casalino, Creto, Trefontane

## 姉妹都市
- Radomyšl、チェコ 2006年
- Zonza、フランス 2006年